# Karl Sundman
Pour les articles homonymes, voir Sundman.
Karl Frithiof Sundman (1873 – 1949) est un astronome et mathématicien finlandais qui démontra l'existence d'une solution analytique exacte au problème des trois corps en 1906 et 1909.

## Biographie
Il est né le 28 octobre 1873 à Kaskinen, une petite ville du golfe de Botnie située près de la ville de Vaasa, dans le grand-duché de Finlande, lié à l'Empire russe. Son père suédophone, John Frithiof Sundman, était douanier.
Après des études autodidactes, il obtient le baccalauréat le 18 mai 1893. À l'automne de cette même année il entre à l'université Alexandre d'Helsingfors. En butte à des difficultés financières, il doit travailler en parallèle de ses études. Il est diplômé en 1897, après avoir publié deux articles de mathématiques appliquées à l'astronomie.
Il rejoint ensuite l'observatoire de Poulkovo pour deux ans avant de poursuivre ses études en France et en Allemagne. Il présente sa thèse, consacrée à l'influence de Jupiter sur l'orbite des astéroïdes, en 1901.
En 1902 il obtient un poste de lecteur à l'université d'Helsingfors. Il est promu professeur associé d'astronomie en 1907, puis il obtient une chaire d'astronomie et le poste de directeur de l'observatoire en 1918, après l'indépendance du pays. Il conserve ces attributions jusqu'à sa retraite en 1941.
En 1913, il reçoit le prix Gustave de Pontécoulant décerné par l'académie des sciences de l'Institut de France.
Il a également publié un article sur les méthodes de régularisation en mécanique en 1912.
Il meurt le 28 septembre 1949 à Helsinki. Le cratère lunaire Sundman (en) a été nommé en son honneur, tout comme l'astéroïde (1424) Sundmania.